# كلية الطب التقويمي في تورو
كلية الطب التقويمي في تورو (بالإنجليزية: Touro College of Osteopathic Medicine)‏ هي إحدى الكليات لتدريس الطب في الولايات المتحدة الأمريكية. تقع في مدينة مانهاتن، نيويورك سيتي في ولاية نيويورك الأمريكية. نوع الشهادة الطبية التي يتم تحصيلها هناك هي دو.